# Strumella cucurbitacearum
Strumella cucurbitacearum är en svampart som beskrevs av Fr. 1849. Strumella cucurbitacearum ingår i släktet Strumella och familjen Sarcosomataceae.   Inga underarter finns listade i Catalogue of Life.